# Mikhaïl Tatarinov
Pour les articles homonymes, voir Tatarinov.
Mikhaïl Vladimirovitch Tatarinov - en russe Михаил Владимирович Татаринов - (né le 16 juin 1966 à Angarsk en URSS) est un joueur professionnel russe de hockey sur glace.

## Biographie

### Carrière de joueur
En 1983, il commence sa carrière avec le HK Sokol Kiev dans le championnat d'URSS. Il est choisi en 1984 au cours du repêchage d'entrée dans la Ligue nationale de hockey par les Capitals de Washington en 11e ronde, en 225e position. Au cours de la saison 1990-1991, alors qu'il évolue avec le HK Dinamo Moscou, il part en Amérique du Nord. Dans la LNH, il porte les couleurs des Capitals avant d'être échangé aux Nordiques de Québec. En 1994, alors qu'il évolue aux Bruins de Boston, les blessures le forcent à mettre un terme à sa carrière.

### Carrière internationale
Il a représenté l'URSS au niveau international.

## Statistiques

### En club
| Saison     | Équipe                 | Ligue      |     | Saison régulière | Saison régulière | Saison régulière | Saison régulière | Saison régulière |    | Séries éliminatoires | Séries éliminatoires | Séries éliminatoires | Séries éliminatoires | Séries éliminatoires |
| Saison     | Équipe                 | Ligue      | PJ  | B                | A                | Pts              | Pun              | PJ               | B  | A                    | Pts                  | Pun                  |                      |                      |
| 1983-1984  | HK Sokol Kiev          | URSS       | 38  | 7                | 3                | 10               | 46               |                  |    |                      |                      |                      |                      |                      |
| 1984-1985  | HK Sokol Kiev          | URSS       | 34  | 3                | 6                | 9                | 54               |                  |    |                      |                      |                      |                      |                      |
| 1985-1986  | HK Sokol Kiev          | URSS       | 37  | 7                | 5                | 12               | 41               |                  |    |                      |                      |                      |                      |                      |
| 1986-1987  | Dinamo Moscou          | URSS       | 40  | 10               | 8                | 18               | 43               |                  |    |                      |                      |                      |                      |                      |
| 1987-1988  | Dinamo Moscou          | URSS       | 30  | 2                | 2                | 4                | 8                |                  |    |                      |                      |                      |                      |                      |
| 1988-1989  | Dinamo Moscou          | URSS       | 4   | 1                | 0                | 1                | 2                |                  |    |                      |                      |                      |                      |                      |
| 1989-1990  | Dinamo Moscou          | URSS       | 44  | 11               | 10               | 21               | 34               |                  |    |                      |                      |                      |                      |                      |
| 1990-1991  | Dinamo Moscou          | URSS       | 11  | 5                | 4                | 9                | 6                |                  |    |                      |                      |                      |                      |                      |
| 1990-1991  | Capitals de Washington | LNH        | 65  | 8                | 15               | 23               | 82               | --               | -- | --                   | --                   | --                   |                      |                      |
| 1991-1992  | Nordiques de Québec    | LNH        | 66  | 11               | 27               | 38               | 72               | --               | -- | --                   | --                   | --                   |                      |                      |
| 1992-1993  | Nordiques de Québec    | LNH        | 28  | 2                | 6                | 8                | 28               | --               | -- | --                   | --                   | --                   |                      |                      |
| 1993-1994  | Bruins de Providence   | LAH        | 3   | 0                | 3                | 3                | 0                | --               | -- | --                   | --                   | --                   |                      |                      |
| 1993-1994  | Bruins de Boston       | LNH        | 2   | 0                | 0                | 0                | 2                | --               | -- | --                   | --                   | --                   |                      |                      |
| Totaux LNH | Totaux LNH             | Totaux LNH | 161 | 21               | 48               | 69               | 184              |                  |    |                      |                      |                      |                      |                      |